# 上板町
上板町（日语：／ Kamiita chō */?）是位於日本德島縣東北部、讃岐山脈南側的町。全區地處吉野川北岸，宮川内谷川由西往東流經城鎮中心。上坂町在江戶時代以阿波藍的染料產地與阿波和三盆糖而聞名。四國八十八箇所中的第6號札所安樂寺即坐落於町内。

## 地理
發源於北部讚岐山脈的宮之谷川、泉谷川與大山谷川等河流往南注入宮川内古川，並在境內形成沖積扇。中央構造線穿越町內的中心地區，並將上板町分為北部的山區與南部的平原。

### 氣候
上板町在氣候上屬於瀨戶內海式氣候。當地的年均溫約為15度，整體氣候較溫暖。年降雨量則約1500毫米，大約是德島縣南部地區降雨量的一半。

## 歷史
- 1889年10月1日：實施町村制，現在的轄區在當時分屬：
  - 板野郡：松島村、大山村。
  - 名西郡：高志村。
- 1947年11月3日：松島村改制為松島町。
- 1955年3月31日：松島町、大山村、高志村合併為上板町。[6]

### 變遷表
| 1889年10月1日 | 1889年 - 1926年 | 1926年 - 1954年      | 955年 - 1988年       | 1989年 - 現在        | 現在                 |
| ------------- | --------------- | -------------------- | -------------------- | -------------------- | -------------------- |
| 松島村        | 松島村          | 1947年11月3日 松島町 | 1955年3月31日 上板町 | 1955年3月31日 上板町 | 1955年3月31日 上板町 |
| 大山村        |                 |                      | 1955年3月31日 上板町 | 1955年3月31日 上板町 | 1955年3月31日 上板町 |
| 高志村        |                 |                      | 1955年3月31日 上板町 | 1955年3月31日 上板町 | 1955年3月31日 上板町 |

## 產業
上板町的平原地區以農業與園藝等產業為主，生產稻米、花旗參、蕪菁、洋蔥等農產品。山區地帶則以栽種柿子與桃子等果樹為主。

## 交通
過去原有國鐵鍛冶屋原線通過轄區，並設有神宅車站和鍛冶屋原車站，但已於1972年停駛。德島自動車道通過境內，但僅設有上板服務區，並未設置有交流道。

## 觀光
- 吉野川第十堰
- 四國八十八箇所第六號札所-安樂寺
- 葦稻葉神社